# San Vicente del Mar
 (juillet 2020).
San Vicente del Mar, (San Vicente do Mar, en galicien ; Saint-Vincent de la Mer en français), est un lieu de la paroisse civile de San Vicente de O Grove, situé dans la province de Pontevedra (Espagne), tout près de la célèbre plage de La Lanzada, au bout de la ria de Pontevedra.

## Géographie
Situé sur la presqu'île d'O Grove, qui était à l'origine une île, maintenant reliée à la péninsule de Salnés par la mer et les vents du sud-ouest. L'isthme de la plage de La Lanzada a été lentement créé, atteignant un maximum de deux kilomètres de large et environ quatre kilomètres de long. Derrière la bande sableuse et le riche système de dunes qui lui est associé, il y a une grande zone de boue, des fonds marins sablonneux et des prairies de végétation marine.

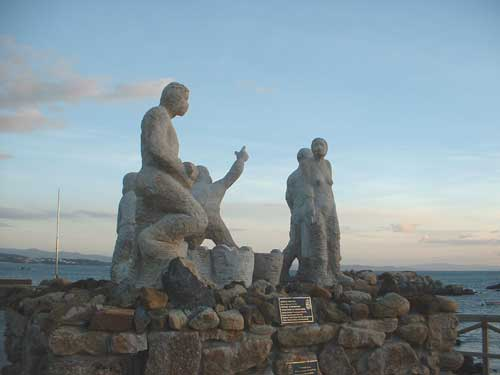
Monument aux Bénévoles.

## Monuments
Sur le bord de mer, à côté de la plage de La Barrosa, se trouve le Monument au Bénévole, installé en 2003 pour remercier les bénévoles qui ont contribué à atténuer les dommages causés par la marée noire du pétrolier Prestige, qui a coulé en 2002 et dont la cargaison a atteint les côtes de la Galice pendant plusieurs mois en 2002 et 2003.

## Économie
Le tourisme est sa principale activité grâce à la grande beauté naturelle de la région et de son offre de loisirs variée. San Vicente del Mar est l'endroit où se trouvent les meilleures plages de la commune de O Grove, telles que Espiño, Barrosa, Farruco et Canelas.

## Lieux d'intérêt
- Montée au Mont Siradella avec la pedra cabaleira.
- Activités Nautiques (voile, plongée, pêche, planche à voile)

## Voir également

### Autres articles
- Plage de la Lanzada
- Ria de Pontevedra

|  |  |  |  |